# Šmartno pri Litiji
Šmartno pri Litiji (252 mnm) je naselje s približno 1.400 prebivalci v Sloveniji in središče Občine Šmartno pri Litiji, leži pa le 3 km jugovzhodno od Litije, v manjši kotlini, ki je sotočje treh potokov (Reka, Črni potok, Kostrevniški potok), zato se severni predel naselja Šmartno imenuje Ustje. Naselje Litija je preraslo prej veliko pomembnejše Šmartno potem, ko je sredi 19. stoletja skozi Litijo stekla Južna železnica. Ime kraja se je prvič pojavilo v cerkvenih listinah leta 1135, sicer pa je bilo območje poseljeno že v predzgodovinskem obdobju. Najstarejša hiša v kraju ima vzidano letnico 1580, v njej pa je bila v 17. stoletju slikarska in grafična delavnica Mollerey.

## Cerkev
Središče Šmartnega predstavlja neogotska cerkev sv. Martina (od tod tudi etimologija imena kraja: Št. Marten = Šmartno). Cerkev je načrtoval arhitekt Adolf Wagner, dela pa so potekala med letoma 1899 in 1901 pod vodstvom Gustava Tönniesa. Notranjost cerkve osvetljuje barvna svetloba, ki pada skozi vitraže Antona Jebačina. Po legendi naj bi cerkev postavili na mestu, kjer so se na god svetega Martina (11. november) na površje rešili zasuti šmarski rudarji.

## Kip
Ob 120-letnici rojstva dramatika, pripovednika in zdravnika Slavka Gruma, ki se je rodil v Šmartnem pri Litiji, so mu leta 2021 postavili doprsni kip, ki ga je izdelal akademski kipar Anže Jurkovšek.